# Stadion Miejski w Łoweczu
Stadion Miejski – stadion piłkarski w Łoweczu, w Bułgarii. Obiekt może pomieścić 7000 widzów. Został wybudowany w latach 60. XX wieku. Swoje mecze rozgrywa na nim drużyna Liteks Łowecz.